# Роджерс Плэйс
Не следует путать с Роджерс-ареной в Ванкувере или Роджерс Центром в Торонто.
Роджерс Плэйс (англ. Rogers Place) — крытая многофункциональная арена, расположенная в Эдмонтоне, провинция Альберта, Канада. Арена предназначена для проведения спортивных и культурно-массовых мероприятий. Является домашней ареной клуба Национальной хоккейной лиги «Эдмонтон Ойлерз».

## История
Арена была заложена 3 мая 2014 года. Строительство продолжалось два с половиной года и обошлось в 480 миллионов канадских долларов. На хоккейный матчах арена может вмещать до 18 641 зрителя. Официальное открытие состоялось 8 сентября 2016 года, а свой первый домашний матч «Эдмонтон Ойлерз» провёл 12 октября 2016 года против «Калгари Флэймз», который закончился победой хозяев со счётом 7:4.